# Список вулиць Донецька (П)
| Назва               | тип    | Колишні назви                           | Район(и)                 | Місцевість                                            | Джерела |
| ------------------- | ------ | --------------------------------------- | ------------------------ | ----------------------------------------------------- | ------- |
| Павелецька          | вул.   |                                         | Будьонівський            | Олексіївка                                            |         |
| Павла Поповича      | вул.   |                                         | Київський                | Вєтка, 5-й участок, Іванівка                          |         |
| Панфілова           | просп. |                                         | Київський, Куйбишевський | Бакінських комісарів, Смалянка                        |         |
| Партизанський       | просп. |                                         | Київський                | Путилівка, Гараж, Фрунзе, Щегловка                    |         |
| Петровського        | вул.   |                                         | Кіровський, Петровський  | Текстильник, Шахта №3-18, Площа Перемоги, Трудівський |         |
| Південна            | вул.   |                                         | Ленінський               |                                                       |         |
| Піведнногірницька   | вул.   |                                         | Кіровський               |                                                       |         |
| Південнодонецька    | вул.   |                                         | Кіровський               |                                                       |         |
| Південнослов'янська | вул.   |                                         | Кіровський               |                                                       |         |
| Південно-Східна     | вул.   |                                         | Кіровський               |                                                       |         |
| Південноуральський  | пров.  |                                         | Ленінський               | Босе                                                  |         |
| Південношахтарська  | вул.   |                                         | Петровський              |                                                       |         |
| Південенергобуду    | вул.   |                                         | Будьонівський            |                                                       |         |
| Повітряна           | вул.   |                                         | Кіровський               |                                                       |         |
| Постишева           | вул.   | 7-а лінія, Новомартенівська, Пушкінська | Ворошиловський           | Центр                                                 |         |
| Пушкіна             | бул.   |                                         | Ворошиловський           | Центр                                                 |         |